# Leuciris fimbriaria
Leuciris fimbriaria là một loài bướm đêm trong họ Geometridae.